# Сусунайская долина
Сусунайская долина — низменность на Дальнем Востоке России в южной части острова Сахалин.

## Рельеф и геологическое строение
Сусунайская долина расположена в южной части острова Сахалин. Её протяжённость 100 километров. В ширину низменность от 6 километров и до 23. Она тянется от реки Найба и до залива Анива. На востоке низменность ограничена Корсаковским плато и Сусунайским хребтом, а на западе она граничит с Западно-Сахалинскими горами.
Высоты данной низменности на юге и севере не выше, чем 20 метров над уровнем моря, а на водоразделе бассейнов рек Большой Такой и Сусуя они достигают 60 метров.
Сусунайская долина относится к внутреннему типу. Она является самым населённым местом на острове Сахалин. У подножия горы Большевик, находящейся на территории этой низменности, расположился город Южно-Сахалинск. Также в пределах Сусунайской долины размещены города Анива и Долинск.